# In Tokyo (Patrick Moraz e Bill Bruford)
In Tokyo è un album dal vivo del duo Patrick Moraz/Bill Bruford, registrato nel 1985 e pubblicato in CD dalla Winterfold nel 2009.
Il disco è tratto da un concerto tenuto in Giappone al Museo Laforet di Akasaka, Tokyo il 4 luglio 1985 e ripropone brani tratti dai due album in studio realizzati dal duo, più un paio di titoli (Cachaça e Jungles of the World) ripresi dal repertorio di Patrick Moraz come solista.

## Tracce
Musiche di Patrick Moraz, eccetto dove indicato.
1. Blue Brains – 5:51
2. Hazy – 9:51
3. Eastern Sundays – 7:32
4. Cachaça – 8:11
5. Galatèa – 6:37
6. The Drum Also Waltzes – 3:47 (musica: Max Roach)
7. Flags – 4:24
8. Children’s Concerto – 5:00
9. Jungles of the World – 6:27
10. Temples of Joy – 4:52

Durata totale: 62:32

## Formazione
- Bill Bruford – batteria
- Patrick Moraz – tastiere